# Deviance
Deviance ist ein Pornofilm aus dem Jahr 2009 und wurde vom Studio Skinworxxx (Adam & Eve) produziert. Er erhielt zwei AVN Awards und vier Nominierungen 2010. Zu den Darstellern gehören u. a. Eva Angelina, Teagan Presley und Sunny Leone. Bei CAVR erhielt der Film ein Rating von 9,0. Ein Jahr später erschien ein zweiter Teil, in dem u. a. Adrianna Lynn, Jenna Haze, Kristina Rose, Nikki Benz und Teagan Presley als weibliche sowie u. a. Evan Stone und Tommy Gunn als männliche Darsteller mitwirken.

## Auszeichnungen & Nominierungen
- AVN Award 2010: Gewinne
  - Best All-Girl Group Sex Scene - Alexis Texas, Eva Angelina, Sunny Leone & Teagan Presley
  - Best High End All-Sex Release
- AVN Award 2010: Nominierungen
  - Best Double Penetration Sex Scene - Eva Angelina, Marco Banderas & Ben English
  - Best On-Line Marketing Campaign - Individual Project
  - Best Solo Sex Scene - Shawna Lenee
  - Best Tease Performance - Eva Angelina